# Malichor
Malichor ist eine australische Black- und Thrash-Metal-Band aus Melbourne, die 2007 unter dem Namen Myth gegründet wurde.

## Geschichte
Die Band wurde im Jahr 2007 unter dem Namen Myth gegründet und entstand aus den Zerfallsresten der Gruppe Anarazel durch deren Mitglieder Dean aka D. Defiler (Gesang) und Roman aka R. Morturus (Schlagzeug). Als Gitarrist kam Andrew „A. Abominatus“ Allen von Grimlock hinzu. Nach zwei Demos erfolgte 2011 die Namensänderung in Malichor. Als weitere Mitglieder stießen der Gitarrist Brad „B. Exhumus“ Ollis und der Bassist Ben aka. B. Fleshripper hinzu. 2014 erschien über Onslaught Records eine Kompilation aus älterem Material unter dem Namen The Lost City. Im Januar 2018 erschien das Debütalbum Nightmares and Abominations über Iron, Blood & Death Corporation.

## Stil
Laut Brian Giffin in seiner Encyclopedia of Australian Heavy Metal spielt die Band eine Mischung aus Black- und Thrash-Metal mit lovecraftscher Thematik. Luxi Lahtinen von voicesfromthedarkside.de rechnete Lurkers in the Crypt ebenfalls diesen beiden Genres zu, wobei es sich hierbei um eine EP handele, jedoch erinnere die Produktion eher an ein amateurhaftes Demo, das mit einem Acht-Spur-Tonbandgerät aufgenommen worden sei. Die Produktion passe jedoch zum rohen und unbarmherzig klingenden Stil der Gruppe, der an die frühen Impaled Nazarene erinnere. Sargon the Terrible von metalcrypt.com fasste die Musik von Ancient Brew als „schmutzigen“ Mix aus Black- und Thrash-Metal zusammen, der hasserfüllt, energiegeladen und chaotisch klinge. Die Produktion sei mittelmäßig, die verwendeten Riffs Standard.

## Diskografie
- 2010: Oath of Dagon (Demo, Eigenveröffentlichung)
- 2012: Lurkers in the Crypt (EP, Dead God Productions)
- 2013: Ancient Brew (EP, Dead God Productions)
- 2014: The Lost City (Kompilation, Onslaught Records)
- 2014: The Serum (Single, Eigenveröffentlichung)
- 2014: Ride as One (Single, Eigenveröffentlichung)
- 2018: Nightmares and Abominations (Album, Iron, Blood & Death Corporation)